# Mesolimax escherichi
Mesolimax escherichi is een slakkensoort uit de familie van de Agriolimacidae. De wetenschappelijke naam van de soort werd in 1899 voor het eerst geldig gepubliceerd door Heinrich Simroth. De soort is zeer slecht bekend.

## Beschrijving
Mesolimax escherichi bereikt een uitgestrekte lengte van maximaal 59 mm. Het lichaam is relatief robuust en gedrongen, en altijd gitzwart. Alleen een smalle zone direct rond het mantelschild is iets helderder. Het mantelschild neemt minder dan een derde van de totale lichaamslengte in beslag. De ademsopening bevindt zich centraal tot iets achter het midden. De voetzool is in de lengte in drie delen verdeeld. Het centrale veld toont V-vormige dwarsgroeven die naar achteren zijn gericht. De zijpanelen hebben drie tot vijf langsgroeven.

## Vergelijkbare soorten
Mesolimax escherichi en Mesolimax brauni lijken anatomisch erg op elkaar. M. escherichi verschilt van M. brauni in lichaamskleur (constant zwart tegen bruine tinten in M. brauni) en in de iets kortere penis, die ongeveer ⅓ van de lichaamslengte bereikt (vergeleken met de langere penis in M. escherichi, die de helft bereikt de lichaamslengte). Het membraan dat de apicale zaadleider en de penis omringt, is verhoudingsgewijs iets langer. Bovendien vertonen de zijpanelen van de driedelige voetzool bij M. escherichi drie of meer longitudinale groeven (vergeleken met twee longitudinale groeven bij M. brauni). Het lichaam lijkt ook iets robuuster in vergelijking met de iets slankere body van M. brauni. De twee soorten komen af en toe sympatrisch voor in het zuidwesten van Turkije.

## Geografische verspreiding en leefgebied
Deze soort is beperkt tot een klein gebied in het zuidwesten van Anatolië rond Antalya, Isparta en het Sultan Dagh-gebergte. Het is daar zeer zeldzaam. Het leefgebied is derhalve onvoldoende bekend. Yildirim & Kebapçi (2004) vonden ze nabij rivieroevers, samen met Limacus flavus en Mesolimax brauni.